# Elisabeth Blochmann

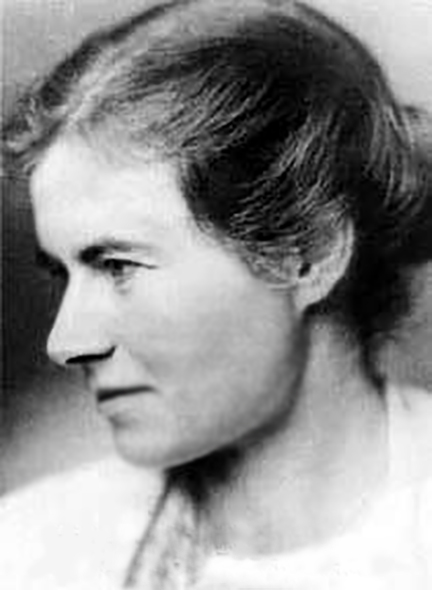
Elisabeth Blochmann

Elisabeth Blochmann (* 14. April 1892 in Apolda; † 27. Januar 1972 in Marburg) war eine deutsche Pädagogin und erste Professorin für Pädagogik an der Philipps-Universität Marburg.

## Biografie und Wirken
Elisabeth Blochmann, älteste von drei Töchtern einer begüterten Juristenfamilie, erhielt die damals übliche Schulbildung für Mädchen ihres Standes. Nachdem sie 1911 das Oberlyzeum abgeschlossen hatte, absolvierte sie noch ein praktisches Seminarjahr und das Lehrerinnenexamen. Die junge Frau legte das Abitur extern ab, studierte Geschichte, Germanistik, Pädagogik, Philosophie und Französisch, zuerst in Jena, später in Straßburg, Marburg und Göttingen. 1923 promovierte sie bei dem Historiker Karl Brandi über die im 17. Jahrhundert anonym veröffentlichte Flugschrift Gedenke daß du ein Teutscher bist. Während ihres Studiums engagierte sich Elisabeth Blochmann in der Jugendbewegung als Mitglied der Akademischen Freischar.
Nach ihrer Referendarinnenzeit am Weimarer Großherzoglichen Sophienstift, das sie selbst als Schule besucht hatte, wandte sich die Historikerin verstärkt der Sozialpädagogik zu, bedingt durch ihre Freundschaft zu Herman Nohl, über den sie 1969 eine Biografie verfasste. Von 1923 bis 1926 übernahm Elisabeth Blochmann eine Dozentinnenstelle an der von Maria Keller geleiteten Sozialen Frauenschule in Thale/Harz. Anschließend ging sie nach Berlin an das renommierte Pestalozzi-Fröbel-Haus (PFH), wo Sozialpädagoginnen und Sozialarbeiterinnen sowohl theoretisch als auch praktisch ausgebildet wurden. Zudem unterrichtete sie an der Wernerschule des Deutschen Roten Kreuzes und am Zentralinstitut für Erziehung und Unterricht.
Als Dozentin am PFH beschäftigte sich Elisabeth Blochmann intensiv mit Friedrich Fröbel und der Kindergartenpädagogik. Sie arbeitete eine moderne Definition des Kindergartens heraus und beschrieb ihn als eigenständige Anfangsstufe des Bildungswesens und Teil der „Kinderfürsorge“, als Angebot für alle Kinder und besondere Lebensform für Kinder neben der Familie. Demzufolge plädierte sie auch dafür, als logische Konsequenz ihrer Kindergartentheorie, das Berufsbild der Kindergärtnerin als einen selbständigen und neuen pädagogischen Typus, der eine eigengewachsene Erziehungs- und Lehrweise vertritt mit eigener Würde zu sehen. Nach dem Zweiten Weltkrieg wirkte Elisabeth Blochmann entscheidend, bedingt durch ihre Mitgliedschaft im Pestalozzi-Fröbel-Verband (PFV), daran mit, dass die Bildungstheorie Friedrich Wilhelm August Fröbels in Kindergärten wieder Einzug hielt.
Den Höhepunkt ihrer beruflichen Karriere bildete die Berufung im April 1930, zusammen mit Adolf Reichwein, Martin Rang und Georg Geißler, auf eine Professur für Sozialpädagogik an die neu gegründete Pädagogische Akademie Halle (Saale). Bereits drei Jahre später wurde Blochmann wegen ihrer jüdischen Herkunft nach der NS-Machtübernahme vom Dienst suspendiert. Ihre unwiderrufliche Entlassung erfolgte im September 1933 – nach dem Gesetz zur Wiederherstellung des Berufsbeamtentums und dem Arierparagraphen. Sie emigrierte nach England, wo sie später an der Pädagogischen Abteilung der Universität Oxford lehrte. Während des Zweiten Weltkriegs war sie aktive Mitarbeiterin des German Education Reconstruction Committee, einer Vereinigung, die für den Fall der deutschen Kriegsniederlage die nötigen Vorbereitungen für den Wiederaufbau eines demokratischen Erziehungswesens traf.
Als 1949 in Hamburg eine Professur für Allgemeine und praktische Pädagogik besetzt werden sollte, lehnte man die Bewerbung von Elisabeth Blochmann mit dem Argument ab, sie sei nicht habilitiert, doch wurde ein nichtpromovierter Oberschulrat als Professor berufen. 1952 erhielt sie einen Ruf an die Universität Marburg. Darüber war nicht nur die Frauenwelt überrascht: Daß eine Frau von auswärts berufen wurde, war… 'unerhört', im Sinne von einmalig und höchst erstaunlich. Elisabeth Blochmann war eine Ausnahmeprofessorin in dem geistig eng strukturierten Hochschulmilieu im Nachkriegs-Deutschland.
In Marburg lag ihr wissenschaftlicher Schwerpunkt im Bereich der Lehrerbildung, der Sozialpädagogik, der weiblichen Bildung und der Vorschulerziehung. Nach ihrer Emeritierung 1960 blieb sie weiterhin aktiv, durch Sichtung des Nachlasses von Herman Nohl, durch Lehrstuhlvertretungen in Göttingen und Marburg, durch ihre Mitgliedschaft (seit 1954 im Vorstand) im PFV und vor allem durch den von ihr gegründeten Sozialpädagogischen Arbeitskreis.

## Blochmann und Martin Heidegger
Blochmann hatte eine Affäre mit Martin Heidegger, dem Mann ihrer Studienfreundin Elfride geb. Petri, der ab 1917 mit ihr im Briefwechsel stand. Es ist wohl berechtigt, Blochmann nach Hannah Arendt Heideggers wichtigste außereheliche Beziehung zu nennen (wie seit 2005 bekannt ist, führte Heidegger eine offene Ehe). Die Beziehung Blochmann-Heidegger ist in der Ausgabe des Briefwechsels gut dokumentiert.

## Werke (Auswahl)
- Der Kindergarten, in: Nohl, H./Pallat, L. (Hrsg.): Handbuch der Pädagogik. Bd. IV., Langensalza 1928, S. 75–90.
- Die Selbsttätigkeit des Kindes in Kindergarten und Hort, in: Kindergarten, Jhg. 70 1930, S. 177–180.
- Friedrich Fröbel zum Gedächtnis, in: Thüringer Monatsblätter, Jhg. 40 1932, S. 54–55.
- Friedrich Fröbel zum Gedächtnis, in: Die Volksschule, Jhg. 28 1932, S. 49–54.
- Der pädagogische Takt, in: Die Sammlung, Jhg. 5 1950, S. 712–718.
- Fröbel in der Gegenwart – ein Problem. Betrachtungen zum Fröbel-Jahr 1952, in: Die Sammlung, Jhg. 8 1953, S. 266–272.
- Das 'Frauenzimmer' und die 'Gelehrsamkeit'. Eine Studie über die Anfänge des Mädchenschulwesens in Deutschland. Heidelberg 1966.
- Herman Nohl in der pädagogischen Bewegung seiner Zeit, 1879–1960, Göttingen 1969.